# Петер Віндаль Єнсен
Петер Віндаль Єнсен (дан. Peter Vindahl Jensen, нар. 16 лютого 1998, Гельсінгер) — данський футболіст, воротар празької «Спарти».
Виступав, зокрема, за клуби «Норшелланн» та АЗ, а також молодіжну збірну Данії.

## Клубна кар'єра
Народився 16 лютого 1998 року в місті Гельсінгер. Вихованець футбольної школи клубу «Норшелланн». Дорослу футбольну кар'єру розпочав 2019 року в основній команді того ж клубу, в якій провів два сезони, взявши участь у 25 матчах чемпіонату. 
До складу клубу АЗ приєднався 2021 року. Станом на 9 листопада 2021 року відіграв за команду з Алкмара 9 матчів в національному чемпіонаті.

## Виступи за збірні
У 2016 році дебютував у складі юнацької збірної Данії (U-18), загалом на юнацькому рівні взяв участь у 5 іграх, пропустивши 3 голи.
Протягом 2019–2021 років залучався до складу молодіжної збірної Данії. На молодіжному рівні зіграв у 4 офіційних матчах, пропустив 1 гол.

## Статистика виступів

### Статистика клубних виступів
| Сезон             | Команда           | Чемпіонат         | Чемпіонат | Чемпіонат | Національний кубок | Національний кубок | Національний кубок | Континентальні кубки | Континентальні кубки | Континентальні кубки | Інші змагання | Інші змагання | Інші змагання | Усього | Усього | Усього |
| Сезон             | Команда           | Ліга              | Ігор      | Голів     | Ліга               | Ігор               | Голів              | Ліга                 | Ігор                 | Голів                | Ліга          | Ігор          | Голів         | Ігор   | Голів  |        |
| ----------------- | ----------------- | ----------------- | --------- | --------- | ------------------ | ------------------ | ------------------ | -------------------- | -------------------- | -------------------- | ------------- | ------------- | ------------- | ------ | ------ | ------ |
| 2018–19           | «Норшелланн»      | ЧД                | 6         | -10       | КД                 | 1                  | -1                 | ЛЄ                   | 0                    | 0                    |               | -             | -             | 7      | -11    |        |
| 2019–20           | «Норшелланн»      | ЧД                | 10        | -18       | КД                 | 1                  | -4                 |                      | -                    | -                    |               | -             | -             | 11     | -22    |        |
| 2020–21           | «Норшелланн»      | ЧД                | 9         | -12       | КД                 | 0                  | 0                  |                      | -                    | -                    |               | -             | -             | 9      | -12    |        |
| Усього за кар'єру | Усього за кар'єру | Усього за кар'єру | 25        | -30       |                    | 2                  | -5                 |                      | -                    | -                    |               | -             | -             | 27     | -35    |        |

## Титули і досягнення
- Чемпіон Чехії (1):

«Спарта»: 2023–24
- Володар Кубка Чехії (1):

«Спарта»: 2023–24